# Propaganda (Sparks)
Propaganda is het vierde album van de Amerikaanse band Sparks, en een muzikaal vervolg op Kimono My House. Het is een klassiek rockalbum met een sterk ritme op drums en bas gecombineerd met de falsetto zang van Russell Mael. Het album bereikte de top-10 in het Verenigd Koninkrijk. Van het album werden twee singles uitgebracht die het redelijk deden in de top-20 (VK): Never Turn Your Back On Mother Earth en Something For The Girl With Everything.
De a capella gezongen titelsong duurt amper twintig seconden. De tekst gaat over een jongen wiens vriendin een soort Tokyo Rose blijkt, die tijdens een oorlog op een radiozender propaganda uitzendt voor troepen. De bandleden grapten erover dat het uitleggen ervan daarentegen bijna vijf minuten kostte.

## Artiesten
- Ron Mael - keyboards
- Russell Mael - zang
- Trevor White - gitaar
- Ian Hampton - basgitaar
- Norman "Dinky" Diamond - drums
- Adrian Fisher - gitaar

## Nummers
1. Propaganda (0:22)
2. At Home, at Work, at Play (3:06)
3. Reinforcements (3:55)
4. B.C. (2:13)
5. Thanks But No Thanks (4:14)
6. Don't Leave Me Alone with Her (3:02)
7. Never Turn Your Back on Mother Earth (2:28)
8. Something for the Girl with Everything (2:17)
9. Achoo (3:34)
10. Who Don't Like Kids (3:37)
11. Bon Voyage (4:54)
12. Alabamy Right (2:11)
13. Marry Me (2:44)